# Rozpaczliwie poszukując Susan
Rozpaczliwie poszukując Susan (oryg. Desperately Seeking Susan) – amerykański film komediowy z 1985 roku w reżyserii Susan Seidelman.

## O filmie
W rolach głównych wystąpiły Rosanna Arquette i Madonna. Arquette, która w trakcie produkcji filmu w 1984 roku mogła pochwalić się większą sławą i dorobkiem artystycznym niż Madonna, lansowana była na główną gwiazdę obrazu. Po premierze w 1985 roku Madonna była już w czołówce gwiazd popu i wówczas cała uwaga skupiła się na niej, czyniąc z Rozpaczliwie poszukując Susan „jej” film. Arquette była sfrustrowana nagłą sławą Madonny.
Obraz okazał się dużym sukcesem kasowym i otrzymał przychylne recenzje. Przyniósł dochód przekraczający 27 milionów dolarów. Wykorzystana w filmie piosenka „Into the Groove” stała się wielkim przebojem Madonny latem 1985 r. Był to jej pierwszy numer jeden w Wielkiej Brytanii. Rola Madonny jest uważana za jedną z jej najlepszych kreacji.

## Obsada
- Rosanna Arquette jako Roberta Glass
- Madonna jako Susan
- Aidan Quinn jako Dez
- John Turturro jako Ray
- Mark Blum jako Gary Glass
- Will Patton jako Wayne Nolan
- Robert Joy jako Jim
- Laurie Metcalf jako Leslie Glass
- Anna Levine jako Crystal
- Peter Maloney jako Ian
- Giancarlo Esposito jako Street Vendor